# Lukașivka, Litîn
Lukașivka (în ucraineană Лукашівка) este un sat în comuna Dașkivți din raionul Litîn, regiunea Vinnița, Ucraina.

## Demografie
Componența lingvistică a localității Lukașivka
     Ucraineană (98,81%)
     Alte limbi (1,19%)
Conform recensământului din 2001, majoritatea populației localității Lukașivka era vorbitoare de ucraineană (98,81%), existând în minoritate și vorbitori de alte limbi.